# Olympische Sommerspiele 1896/Teilnehmer (Deutsches Reich)
| Silbermedaillen | Bronzemedaillen | 3. |
| --------------- | --------------- | -- |
| 6               | 5               | 2  |

Deutschland nahm an den Olympischen Sommerspielen 1896 in Athen, Griechenland, mit einer Delegation von 21 Athleten teil und war die dritterfolgreichste Mannschaft der Spiele.

## Medaillen
Bei den Spielen 1896 erhielten die Olympiasieger eine Silber- und die Zweitplatzierten eine Bronzemedaille. Der Drittplatzierte ging dabei leer aus. Mittlerweile hat das Internationale Olympische Komitee die zeitgenössischen Platzierungen als Gold-, Silber- und Bronzemedaillen anerkannt.

### Medaillenspiegel
Die Angabe der Anzahl der Wettbewerbe bezieht sich auf die mit deutscher Beteiligung.
| Rang   | Sportart       | Silbermedaille – 2. Platz | Bronzemedaille – 3. Platz | 3. | Gesamt | Wettbewerbe |
| ------ | -------------- | ------------------------- | ------------------------- | -- | ------ | ----------- |
| 1      | Turnen         | 5                         | 3                         | 1  | 9      | 8           |
| 2      | Ringen         | 1                         | —                         | —  | 1      | 1           |
| 2      | Rudern         | 1                         | —                         | —  | 1      | 2           |
| 4      | Radsport       | —                         | 1                         | —  | 1      | 6           |
| 4      | Leichtathletik | —                         | 1                         | —  | 1      | 9           |
| Gesamt | Gesamt         | 6                         | 5                         | 2  | 13     |             |

### Medaillengewinner

#### Silber
| Name | Sportart | Wettkampf                                 |
| --- | -------- | ----------------------------------------- |
| Carl Schuhmann | Ringen   | Griechisch-römisch                        |
| Alfred Jäger Berthold Küttner | Rudern   | Doppelzweier (kampflos als Sieger geehrt) |
| Alfred Flatow | Turnen   | Barren, Einzel                            |
| Conrad Böcker Alfred Flatow Gustav Felix Flatow Georg Hillmar Fritz Hofmann Fritz Manteuffel Karl Neukirch Richard Röstel Gustav Schuft Carl Schuhmann Hermann Weingärtner | Turnen   | Barren, Mannschaft                        |
| Carl Schuhmann | Turnen   | Pferdsprung                               |
| Hermann Weingärtner | Turnen   | Reck, Einzel                              |
| Conrad Böcker Alfred Flatow Gustav Felix Flatow Georg Hillmar Fritz Hofmann Fritz Manteuffel Karl Neukirch Richard Röstel Gustav Schuft Carl Schuhmann Hermann Weingärtner | Turnen   | Reck, Mannschaft                          |

#### Bronze
| Name                | Sportart       | Wettkampf     |
| ------------------- | -------------- | ------------- |
| Fritz Hofmann       | Leichtathletik | 100 Meter     |
| August Gödrich      | Radsport       | Straßenrennen |
| Alfred Flatow       | Turnen         | Reck, Einzel  |
| Hermann Weingärtner | Turnen         | Pauschenpferd |
| Hermann Weingärtner | Turnen         | Ringe         |

#### Dritte
| Name                | Sportart | Wettkampf   |
| ------------------- | -------- | ----------- |
| Fritz Hofmann       | Turnen   | Tauhangeln  |
| Hermann Weingärtner | Turnen   | Pferdsprung |

## Teilnehmer nach Sportarten

### Gewichtheben
| Athleten       | Wettbewerb | Gewicht | Rang |
| -------------- | ---------- | ------- | ---- |
| Männer         |            |         |      |
| Carl Schuhmann | Beidarmig  | 90,0 kg | 4    |

### Leichtathletik
Laufen und Gehen 
| Athleten              | Wettbewerb   | Vorlauf    | Vorlauf | Finale        | Finale        | Rang          |
| Athleten              | Wettbewerb   | Zeit       | Rang    | Zeit          | Rang          | Rang          |
| --------------------- | ------------ | ---------- | ------- | ------------- | ------------- | ------------- |
| Männer                |              |            |         |               |               |               |
| Fritz Hofmann         | 100 m        | 12,6 s     | 2       | 12,2 s        | 2             | Bronze        |
| Fritz Hofmann         | 400 m        | 58,6 s     | 2       | 56,7 s        | 4             | 4             |
| Kurt Doerry           | 100 m        | unbekannt  | 5       | ausgeschieden | ausgeschieden | ausgeschieden |
| Kurt Doerry           | 400 m        | unbekannt  | 3–4     | ausgeschieden | ausgeschieden | ausgeschieden |
| Kurt Doerry           | 110 m Hürden | unbekannt  | 3–4     | ausgeschieden | ausgeschieden | ausgeschieden |
| Carl Galle            | 1500 m       | –          | –       | 4:39,0 min    | 4             | 4             |
| Friedrich Adolf Traun | 100 m        | 13,5 s     | 3       | ausgeschieden | ausgeschieden | ausgeschieden |
| Friedrich Adolf Traun | 800 m        | 2:13,4 min | 3       | ausgeschieden | ausgeschieden | ausgeschieden |

 Springen und Werfen 
| Athleten       | Wettbewerb  | Weite/Höhe | Rang |
| -------------- | ----------- | ---------- | ---- |
| Männer         |             |            |      |
| Fritz Hofmann  | Hochsprung  | 1,55 m     | 5    |
| Fritz Hofmann  | Dreisprung  | unbekannt  | 6–7  |
| Fritz Hofmann  | Kugelstoßen | unbekannt  | 5–7  |
| Carl Schuhmann | Dreisprung  | unbekannt  | 5    |
| Carl Schuhmann | Weitsprung  | 5,70 m     | 8    |
| Carl Schuhmann | Kugelstoßen | unbekannt  | 5–7  |

### Radsport
| Athleten            | Wettbewerb         | Zeit      | Rang   |
| ------------------- | ------------------ | --------- | ------ |
| Männer              |                    |           |        |
| August Gödrich      | Straßenrennen      | 3:42:18 h | Bronze |
| Josef Rosemeyer     | 333 ⅓ m Zeitfahren | 27,2 s    | 8      |
| Josef Rosemeyer     | Sprint             | DNF       | DNF    |
| Josef Rosemeyer     | 10 km              | unbekannt | 4      |
| Josef Rosemeyer     | 100 km             | DNF       | DNF    |
| Theodor Leupold     | 333 ⅓ m Zeitfahren | 27,0 s    | 5      |
| Theodor Leupold     | 100 km             | DNF       | DNF    |
| Bernard Knubel      | 100 km             | DNF       | DNF    |
| Joseph Welzenbacher | 100 km             | DNF       | DNF    |
| Joseph Welzenbacher | 12-Stunden-Rennen  | DNF       | DNF    |

### Ringen
| Athleten       | Wettbewerb         | Viertelfinale     | Viertelfinale | Halbfinale | Halbfinale | Finale          | Finale   | Rang   |
| Athleten       | Wettbewerb         | Gegner            | Ergebnis      | Gegner     | Ergebnis   | Gegner          | Ergebnis | Rang   |
| -------------- | ------------------ | ----------------- | ------------- | ---------- | ---------- | --------------- | -------- | ------ |
| Männer         |                    |                   |               |            |            |                 |          |        |
| Carl Schuhmann | Griechisch-römisch | Launceston Elliot | Sieg          | Freilos    | Freilos    | Georgios Tsitas | Sieg     | Silber |

### Rudern

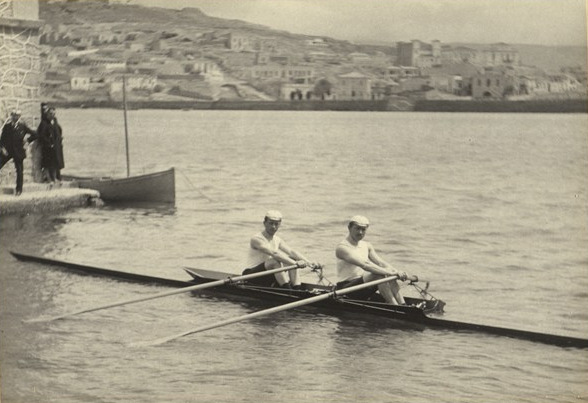
Der deutsche Zweier

| Athleten                      | Wettbewerb   | Zeit        | Rang        |
| ----------------------------- | ------------ | ----------- | ----------- |
| Männer                        |              |             |             |
| Berthold Küttner              | Einer        | ausgefallen | ausgefallen |
| Alfred Jäger Berthold Küttner | Doppelzweier | kampflos    | Silber      |

### Tennis
| Athleten                                              | Wettbewerb | Achtelfinale     | Achtelfinale | Viertelfinale | Viertelfinale | Halbfinale                                        | Halbfinale    | Finale                                       | Finale        | Rang   |
| Athleten                                              | Wettbewerb | Gegner           | Ergebnis     | Gegner        | Ergebnis      | Gegner                                            | Ergebnis      | Gegner                                       | Ergebnis      | Rang   |
| ----------------------------------------------------- | ---------- | ---------------- | ------------ | ------------- | ------------- | ------------------------------------------------- | ------------- | -------------------------------------------- | ------------- | ------ |
| Männer                                                |            |                  |              |               |               |                                                   |               |                                              |               |        |
| Friedrich Traun                                       | Einzel     | John Pius Boland | Niederlage   | ausgeschieden | ausgeschieden | ausgeschieden                                     | ausgeschieden | ausgeschieden                                | ausgeschieden | 8      |
| Gemischte Mannschaft Friedrich Traun John Pius Boland | Doppel     | –                | –            | Freilos       | Freilos       | Aristidis Akratopoulos/ Konstantinos Akratopoulos | Sieg          | Dionysios Kasdaglis/ Dimitrios Petrokokkinos | 5:7, 6:4, 6:1 | Silber |

### Turnen

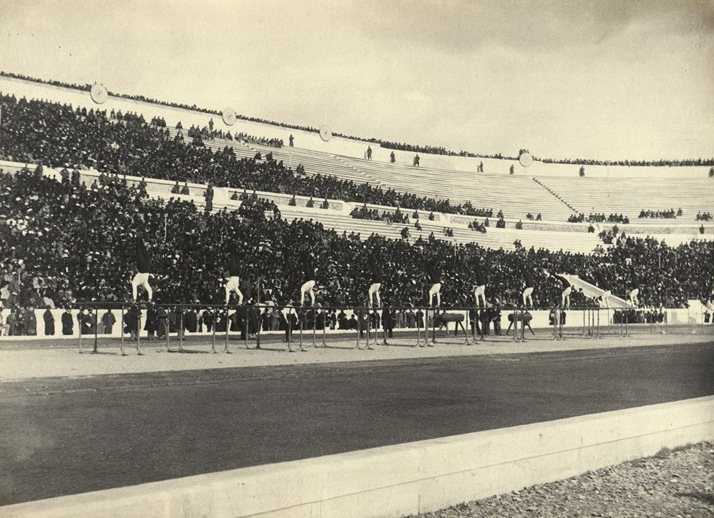
Parallelbarren

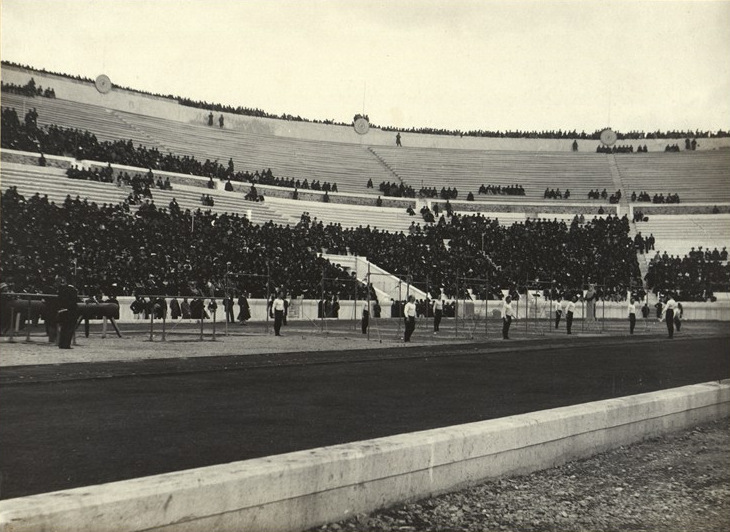
Barren

| Athleten | Wettbewerb        | Rang      |
| --- | ----------------- | --------- |
| Männer |                   |           |
| Conrad Böcker | Barren            | unbekannt |
| Conrad Böcker | Pferdsprung       | unbekannt |
| Conrad Böcker | Reck              | unbekannt |
| Conrad Böcker | Ringe             | unbekannt |
| Conrad Böcker | Pauschenpferd     | unbekannt |
| Gustav Felix Flatow | Barren            | unbekannt |
| Gustav Felix Flatow | Pferdsprung       | unbekannt |
| Gustav Felix Flatow | Reck              | unbekannt |
| Gustav Felix Flatow | Ringe             | unbekannt |
| Gustav Felix Flatow | Pauschenpferd     | unbekannt |
| Fritz Hofmann | Tauhangeln        | 3         |
| Georg Hillmar | Barren            | unbekannt |
| Georg Hillmar | Pferdsprung       | unbekannt |
| Georg Hillmar | Reck              | unbekannt |
| Georg Hillmar | Pauschenpferd     | unbekannt |
| Fritz Manteuffel | Barren            | unbekannt |
| Fritz Manteuffel | Pferdsprung       | unbekannt |
| Fritz Manteuffel | Reck              | unbekannt |
| Fritz Manteuffel | Pauschenpferd     | unbekannt |
| Karl Neukirch | Barren            | unbekannt |
| Karl Neukirch | Pferdsprung       | unbekannt |
| Karl Neukirch | Reck              | unbekannt |
| Karl Neukirch | Pauschenpferd     | unbekannt |
| Richard Röstel | Barren            | unbekannt |
| Richard Röstel | Pferdsprung       | unbekannt |
| Richard Röstel | Reck              | unbekannt |
| Richard Röstel | Pauschenpferd     | unbekannt |
| Gustav Schuft | Barren            | unbekannt |
| Gustav Schuft | Pferdsprung       | unbekannt |
| Gustav Schuft | Reck              | unbekannt |
| Gustav Schuft | Pauschenpferd     | unbekannt |
| Alfred Flatow | Barren            | Silber    |
| Alfred Flatow | Pferdsprung       | unbekannt |
| Alfred Flatow | Reck              | Bronze    |
| Alfred Flatow | Ringe             | unbekannt |
| Alfred Flatow | Pauschenpferd     | unbekannt |
| Hermann Weingärtner | Ringe             | Bronze    |
| Hermann Weingärtner | Pauschenpferd     | Bronze    |
| Hermann Weingärtner | Pferdsprung       | unbekannt |
| Hermann Weingärtner | Barren            | unbekannt |
| Hermann Weingärtner | Reck              | Silber    |
| Carl Schuhmann | Pferdsprung       | Silber    |
| Carl Schuhmann | Barren            | unbekannt |
| Carl Schuhmann | Reck              | unbekannt |
| Carl Schuhmann | Ringe             | 5         |
| Carl Schuhmann | Pauschenpferd     | unbekannt |
| Conrad Böcker Alfred Flatow Gustav Felix Flatow Georg Hillmar Fritz Manteuffel Karl Neukirch Richard Röstel Gustav Schuft Carl Schuhmann Hermann Weingärtner | Mannschaft Barren | Silber    |
| Conrad Böcker Alfred Flatow Gustav Felix Flatow Georg Hillmar Fritz Manteuffel Karl Neukirch Richard Röstel Gustav Schuft Carl Schuhmann Hermann Weingärtner | Mannschaft Reck   | Silber    |